# نظامیه نیشابور
نظامیهٔ نیشابور یکی از مدرسه‌های نظامیه در نیشابور (شهر کهن) بوده‌است.
این مدرسه در اواخر نیمهٔ اوّل قرن پنجم هجری قمری (۴۵۰ ه‍.ق/۱۰۵۷ م)یا ۴۴۸ هجری یا به قولی دیگر (۴۳۴ (قمری)/۱۰۵۷ (میلادی)) به دستور نظام‌الملک برای امام الحرمین جوینی  بنا شد و ابوالمعالی سی سال در آنجا به تدریس به خطابه و ذکر می‌پرداخت و روزانهٔ سیصد مرد در آنجا به دانش‌آموزی جمع می‌شدند. از دانش‌آموختگان نامدار این مدرسه امام محمد غزالی، انوری، عمر خیام، امام موفق نیشابوری و عطار نیشابوری، و از استادان نامدار ابوالحسن واحدی هستند.
امروزه اثری از این مدرسه برجای نیست. با این حال پژوهش‌های باستان‌شناسی در نیشابور ادامه دارد. نسخه‌ای خطی از  فرمان تدریس نظامیهٔ نیشابور به‌نام محیی الدین محمد بن یحیی نیشابوری در موزه ملی مصر  موجود است.
مدرسهٔ نظامیهٔ نیشابور از شمار مشهورترین مدارس اسلامی نیشابور بوده‌است. تعداد بیست و چهار شرح حال از بیست و چهار دانشمندی را که از مدرسان آن مدرسه بوده‌اند یا از میان کسانی که برای آنان مجلس املاء یا مناظره در آن‌جا دایر بوده‌است، در اختیار است، گذشته از کسانی که در این مدرسه تحصیل خود را به پایان رسانیده و فارغ‌التحصیل شده‌اند، و مشهورترین کسانی که بدین مدرسه منتسب بوده‌اند، عبارتند از: 
- امام الحرمین جوینی و فرزند او ابوالقاسم مظفر
- عبدالرحمن بن منصور بن رامش
- ابوسهل مروزی
- ابوسعد خواری
- ابواسحق شیرازی
- ابوالقاسم اسماعیلی جرجانی
- ابوالقاسم نوقانی
- ابوجعفر طبسی
- ابوبکر شیرازی
- ابوالقاسم هُذَلی
- ابونصر رامشی
- حسن سمرقندی
- علی بن سهل
- عبدالواحد بن عبدالکریم قشیری
- ابوحامد غزالی
- ابن الکیای هرّاسی
- ابوالقاسم انصاری
- ابوسعد سمعانی تمیمی
- ابوالمعالی ورکانی
- ابوالمعالی خوافی
- قطب‌الدین نیشابوری
- محمد بن یحیی نیشابوری
- ابوالمحاسن طوسی.